# Палац Грохольських у Грицеві
Палац Грохольських у Грицеві – архітектурна пам’ятка у стилі рококо, розташована в селищі Гриців (Шепетівський район Хмельницька область).

## Історія
В другій половині 1752 року містечко Гриців разом з прилеглими селами купив поміщик Михайло Грохольський у князя Станіслава Любомирського (з тієї пори і до Великої Жовтневої соціалістичної революції Гриців належав роду Грохольських).
Михайло Грохольський на місці, де стояв колись замок Збаразьких, розпочав будувати палац. Проєкт будівлі зберігся в давніх зібраннях Станіслава Августа, що знаходилися в кабінеті гравюр Варшавського університету. Згідно проєктом, центральний корпус палацу мав з’єднуватися критими галереями з двома бічними павільйонами, витриманими в стилі паладіанства. Однак ці елементи реалізовані не були. Палац побудований дещо в спрощеному вигляді, ймовірно, через смерть фундатора.
Будівництво завершив у 1782 році син Михайла – Марцін Грохольський, значно відступивши від початкового авторського задуму.

## Архітектура і інтер’єр палацу
Проєкт двоповерхового головного корпусу палацу передбачав створення елегантної та монументальної будівлі з прямокутною основою та високим чотирисхилим дахом. Основною архітектурною особливістю парадного фасаду був чітко окреслений ризаліт з відтятими і виділеними вертикальними пасами і кутами.

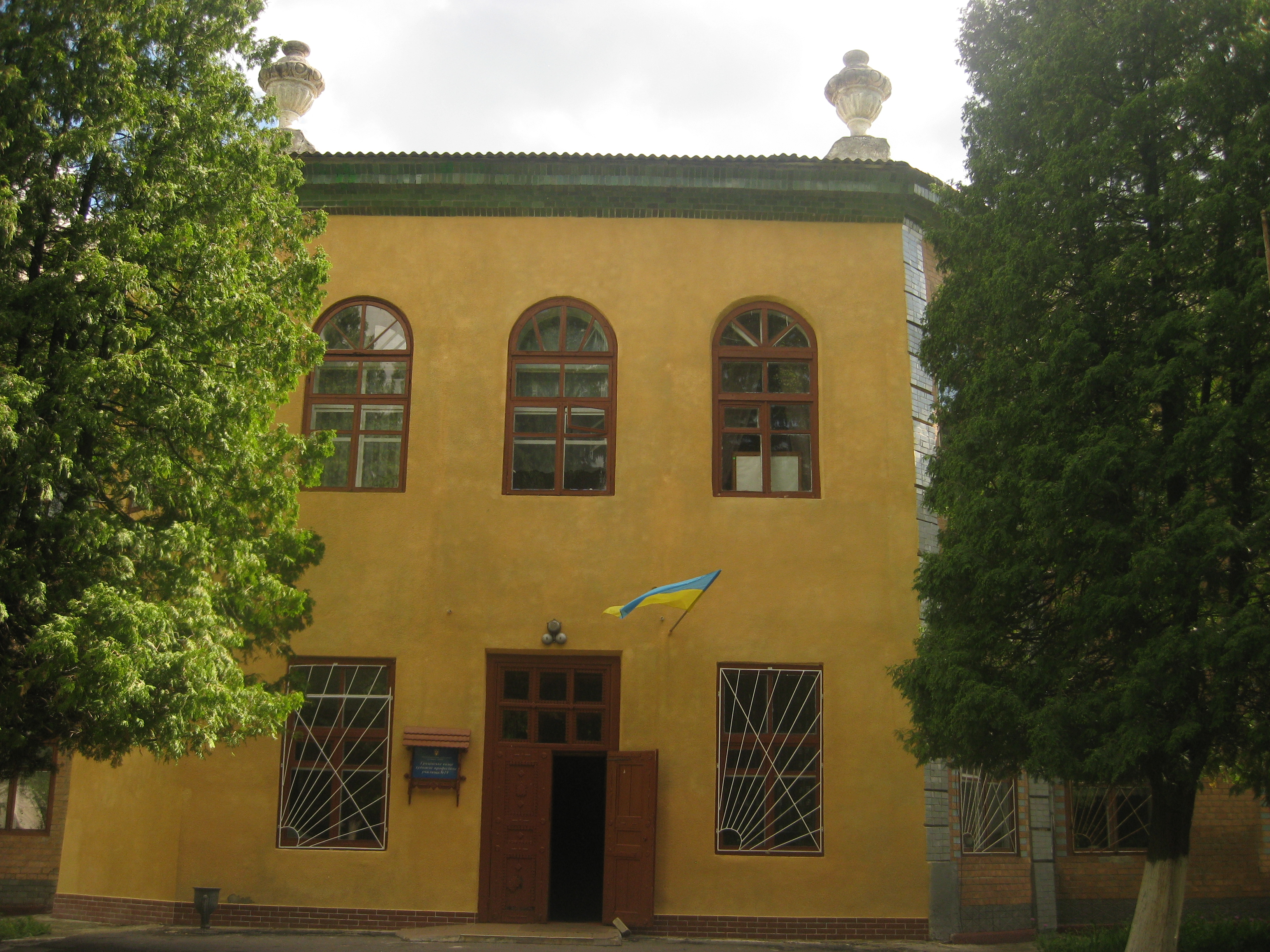
Флігель палацу Грохольських

На першому поверсі ризаліт мав двері й прямокутні вікна, на другому – п’ять високих вікон-дверей (порте-фенетре), які розміщувалися в неглибоких нішах напівкруглих в горі. Ці архітектурні рішення створювали враження величі та гармонії, одночасно підкреслюючи елегантність і функціональність будівлі.
Ризаліт увінчаний широким профільованим карнизом, закладена низька стінка аттика з багатою різьбою двох картушів з гербами Сирокомля й Корчак Грохольських і Хлонєвських, а також графська корона. По краях стінки встановлено декоративні кам’яні вази. Покривав ризаліт ламаний мансардовий дах з вазою в центрі.

У процесі реалізації проєкту було суттєво змінено початкову концепцію фасадного оздоблення. Замість передбачених багатих декоративних елементів вікна та двері отримали стримані, гладкі обрамлення, що надало будівлі простішого вигляду. Винятком стали лише вікна першого поверху, де містилися головні парадні зали: вони вирізнялися більшою висотою та були прикрашені горизонтальними наличниками. Візуальне розділення поверхів здійснювалося за допомогою вузької опаски та профільованого карниза, що водночас зберігало певну ритміку й структурну виразність фасаду.

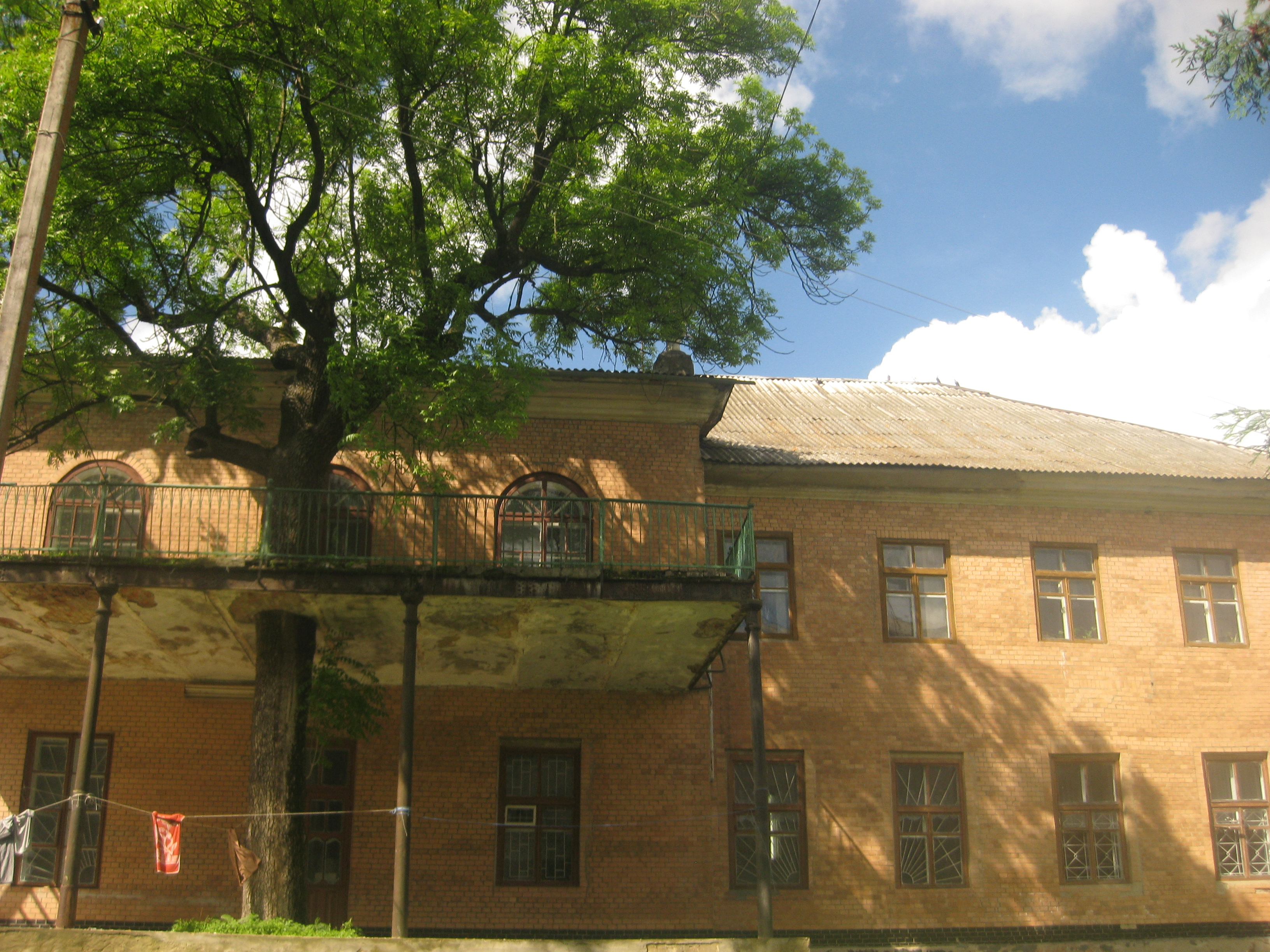
Грицівський палац

## Культурна цінність
Історичну й культурну цінність в палаці представляла книгозбірня, переважно через геральдичну і історичну літературу, родинні архіви. Мистецьку цінність становила галерея польського живопису, колекція фігурок з порцеляни, кришталь і старовинні вироби із срібла.

## Каплиця
У XIX столітті Людвік Грохольський звів неподалік палацу каплицю в стилі неоготики. Архітектором виступив Костянтин Броель-Платтер.
Будівля мала квадратну форму та сягала висоти палацу. На кожному з кутів розташовувалися вежки, покриті гострокутними шоломоподібними дахами, що підкреслювало стилістичну прив’язаність до готичної архітектури.
Чільний фасад каплиці був домінуючим елементом композиції – його верхня частина завершувалася високою вежею-дзвіницею зі шпилем і хрестом.
Інтер’єр споруди оздоблений мармуровою скульптурою Непорочне Зачаття Найсвятішої Діви Марії, автором якої був відомий волинський скульптор Оскар Сосновський. Скульптура розміщувалася у вівтарі каплиці.

## Сучасний стан палацу
Палац Грохольських, як і багато інших палаців, зазнав руйнівних змін, позбавлених професійного підходу та смаку. Перед головним фасадом висаджено ялини, які порушили композиційну рівновагу між архітектурою палацу й декоративною частиною парку. Самі фасади втратили свою вишуканість – їх спростили та облицювали плиткою, позбавивши історичного шарму. Парковий ландшафт практично зник, а сам палац нині більше нагадує пересічну провінційну споруду, ніж архітектурну перлину.
Нині у приміщенні палацу розташований головний корпус Вищого художнього професійного училища №19.